# Mormopterus phrudus
Mormopterus phrudus је сисар из реда слепих мишева. 

## Угроженост
Ова врста се сматра рањивом у погледу угрожености врсте од изумирања.

## Распрострањење
Перу је једино познато природно станиште врсте.

## Популациони тренд
Популација ове врсте се смањује, судећи по расположивим подацима.

## Станиште
Врста Mormopterus phrudus има станиште на копну.